# Ceylon-Hulman
Der Ceylon-Hulman (Semnopithecus priam thersites) ist eine Unterart des Südlichen Hanuman-Languren (Semnopithecus priam). Er kommt in den Trockenwäldern des nördlichen und östlichen Sri Lanka von der Jaffna-Halbinsel im Norden bis zur Südküste vor.

## Merkmale
Die Unterart ähnelt der Nominatform, hat aber einen dunkleren, bräunlich-grauen Rücken, während Arme und Beine, Hände und Füße, sowie der weißliche Bauch heller sind. Der Schwanz ist dunkler als der Rumpf und hat im Unterschied zum Schwanz von Semnopithecus priam priam eine weiße Spitze. Wie S. p. priam aber im Unterschied zu allen anderen Indischen Languren hat der Ceylon-Hulman auf dem Kopf einen kegelförmigen Haarschopf.

## Lebensraum
Der Ceylon-Hulman lebt im Tiefland von Sri Lanka in offenen, trockenen Laubwäldern bis in Höhen von 350 Metern über dem Meeresspiegel. Im Norden dieses Gebietes kommt auch der dunkel gefärbte Nördliche Weißbartlangur (Semnopithecus vetulus philbricki) vor. Der Lebensraum ist durch eine ausgeprägte von Juni bis Oktober andauernde Trockenzeit geprägt. Die Vegetation ist von mittelhohen, teilweise immergrünen Bäumen mit einer Höhe von 5 bis 15 Metern, niedrigem Buschwerk und Hochstauden geprägt. Es gibt auch Auen- und Galeriewälder. Brandrodungen sind weit verbreitet. Die jährliche Niederschlagsmenge liegt etwa bei 1700 mm. Der Ceylon-Hulman hält sich in Regel in der Nähe von offenen Wasserstellen auf.

## Lebensweise

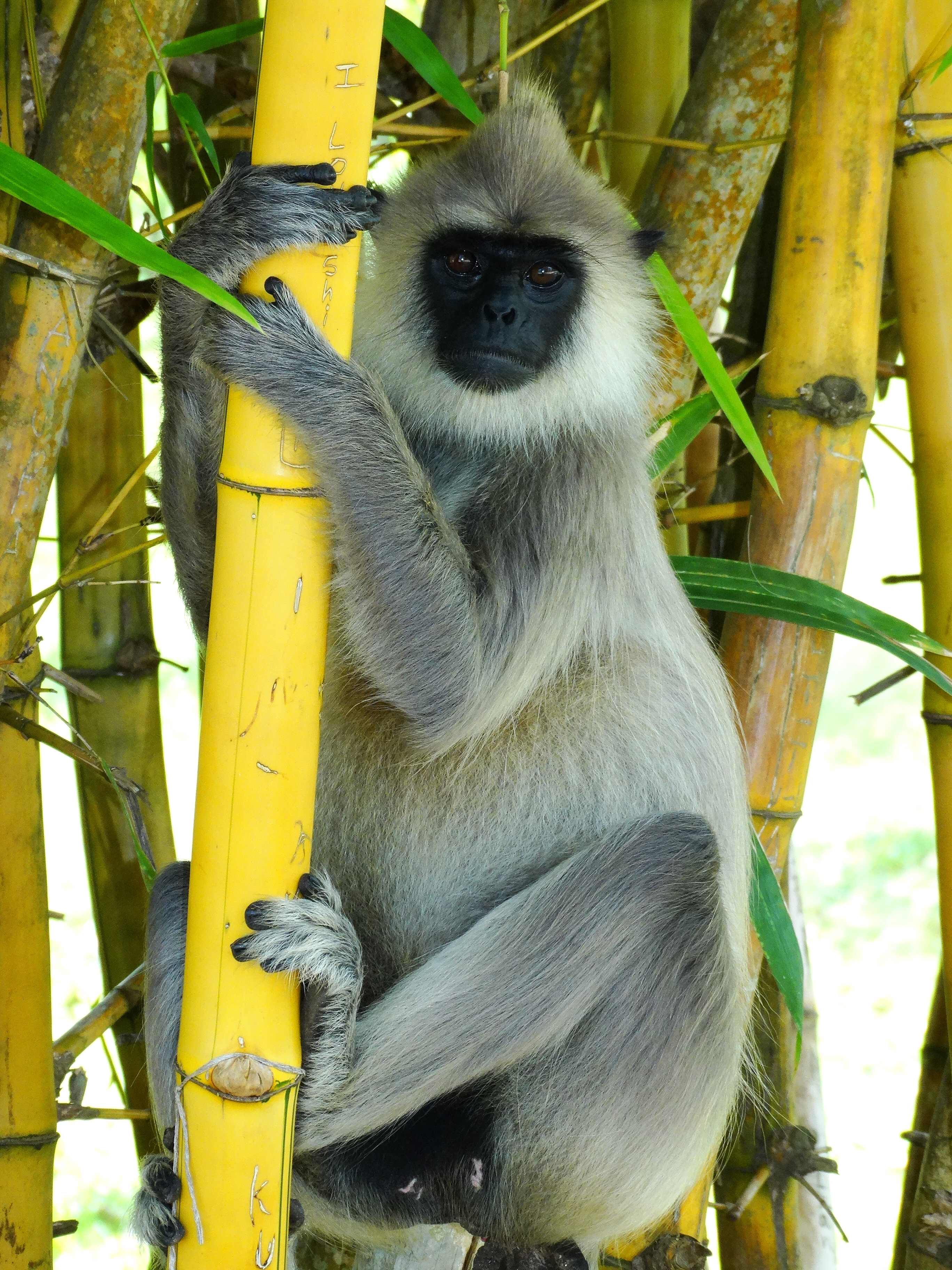
Ceylon-Hulman

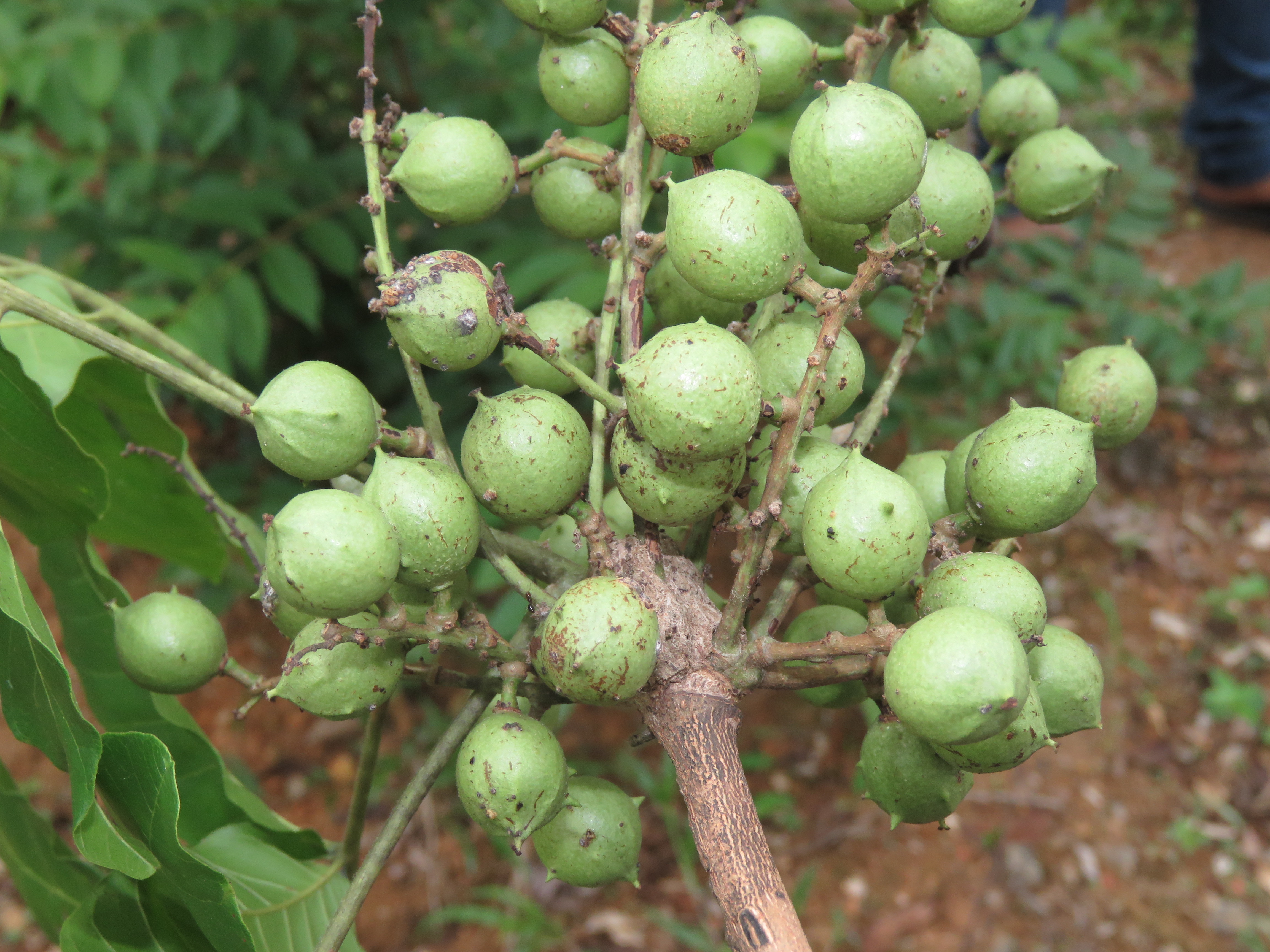
Fruchtstand von Schleichera oleosa

Die Affen leben in Gruppen mit 20 bis 60 Exemplaren. Diese werden von drei bis sechs Männchen, mehreren Weibchen, ihren Jungtieren und Halbwüchsigen gebildet. Die Gruppen bilden Reviere, die eine Fläche von 30 bis 130 ha haben und sich stark überschneiden. Nur die 7 bis 20 ha großen Kerngebiete werden ausschließlich von den Gruppenangehörigen genutzt. In offenen Lebensräumen sind die Gruppen in der Regel größer als in Wäldern. Oft erklimmen Ceylon-Hulmane die Gipfel von Tamarindenbäumen, um im Chor zu singen. Hören sie eine andere Gruppe, so reagieren sie oft mit Schausprüngen zwischen den Ästen, wobei die Männchen schreien. Direkte Begegnungen zwischen verschiedenen Gruppen lösen oft aggressive Handlungen, wie Drohungen, Verfolgungsjagden und manchmal auch Kämpfe aus. Relativ oft werden Alphamännchen von starken Männchen aus anderen Gruppen aggressiv verdrängt. Bei solchen Gruppenübernahmen werden die Jungtiere häufig getötet. Etwa 80 % der aktiven Zeit halten sich Ceylon-Hulmane auf dem Erdboden auf. Sie bewegen sich auf allen Vieren oder nur auf den Hinterbeinen hüpfend. Während des Monsuns im Februar und März ernähren sich die Affen vor allem von frisch sprießenden Trieben und jungen Blättern. In der Trockenzeit von Mai bis Oktober werden eher Früchte verzehrt z. B. Feigen oder die Früchte von Schleichera oleosa, außerdem Blüten. Im zweiten Monsun im Oktober und November und in der Regenzeit im Dezember und Januar bilden wieder Blätter die Hauptnahrung. In der Nähe von Siedlungen werden auch Feldfrüchte gefressen. Die Fortpflanzungsbiologie des Ceylon-Hulmans ist bisher nicht genauer erforscht worden. Sie ist wahrscheinlich ähnlich der des Schwarzfüßigen Hanuman-Languren (S. hypoleucos), das heißt die Affen vermehren sich das ganze Jahr über, die Trächtigkeitsdauer beträgt 168 bis 200 Tage, und die Jungtier werden nach 13 bis 20 Monaten entwöhnt.

## Systematik
Der Ceylon-Hulman wurde 1844 durch den englischen Zoologen Edward Blyth erstmals wissenschaftlich beschrieben. Er ist eine von drei Unterarten des Südlichen Hanuman-Languren (S. priam), der zur Unterfamilie der Schlank- und Stummelaffen (Colobinae) innerhalb der Familie der	Meerkatzenverwandten (Cercopithecidae) gehört. Nach Angaben der IUCN könnte der Ceylon-Hulman in zukünftigen Studien auch als eigenständige Art betrachtet werden.

## Gefährdung
Der Ceylon-Hulman gilt als gefährdet. Die Art leidet unter einem starken, fortschreitenden Verlust ihres Lebensraums. Da die Tiere auch vom Menschen angebaute Pflanzen fressen, werden sie immer wieder vergiftet. Der Ceylon-Hulman steht seit 1937 unter gesetzlichem Schutz und kommt auch in verschiedenen Nationalparks und sonstigen Schutzgebieten vor.